# Christian August Fischer
Christian August Fischer (* 29. August 1771 in Leipzig; † 14. April 1829 in Mainz) war ein deutscher Schriftsteller. Er verwendete unter anderem die Pseudonyme Felix von Fröhlichsheim und Christian Althing.

## Leben
Fischer studierte von 1788 bis 1792 Rechtswissenschaften in Leipzig. Nach mehrjährigen Reisen durch Europa ließ er sich 1799 als Privatgelehrter in Dresden nieder. 1803 wurde er zum korrespondierenden Mitglied der Göttinger Akademie der Wissenschaften gewählt. 1804 wurde er Professor für Kulturgeschichte und schöne Literatur in Würzburg. Noch vor 1800 hielt sich Fischer auch in Konstantinopel auf. In seinem 1824 erschienenen Memoirenband Hyacinthen in meinem Kerker gezogen widmete er das Kapitel Der Epicuräer zu Constantinopel seinem Türkeiaufenthalt.
Fischer führte seit etwa  1801 eine Beziehung mit der sieben Jahre älteren deutschen Schriftstellerin und Frauenrechtlerin Caroline Auguste geb. Venturini, die nach ihrer Scheidung von dem Pastor Johann Rudolph Christiani 1801 nach Dresden gezogen war und mit zunehmendem Erfolg Romane verfasste. Fischer hatte jedoch auf Dauer Probleme damit, dass sie älter und erfolgreicher war als er. Die 1808 zwecks Legalisierung des 1803 geborenen Sohnes Albert († 1834) geschlossene Ehe wurde deshalb bereits nach acht Monaten geschieden.
1821 veröffentlichte Fischer unter dem Pseudonym Felix von Fröhlichsheim die Flugschrift Katzensprung von Frankfurt am Main nach München, die ihm wegen Beleidigung des bayerischen Finanzministers Maximilian Emanuel von Lerchenfeld die Entlassung als akademischer Lehrer und drei Jahre Festungshaft einbrachte. Seine Haftzeit verarbeitete er literarisch in dem Werk Hyacinthen in meinem Kerker.

## Rezeption
In Arno Schmidts Erzählung Tina oder über die Unsterblichkeit ist Fischer der Begleiter (neben Tina Halein), der den Ich-Erzähler durch das Dichterelysium führt.

## Hauptwerke
- Reise von Amsterdam über Madrid und Cadiz nach Genua in den Jahren 1797 und 1798. Nebst einem Anhange über das Reisen in Spanien. Berlin: Johann Friedrich Unger 1799. (Neuedition hg. von Christian von Zimmermann, Heidelberg: Palatina Verlag 1998.) – Französische Ausgabe: Voyage en Espagne, aux années 1797 et 1798 (…). Übertr. von Ch.Fr. Cramer. 2 Bände. Paris: Duchesne & Leriche 1801 (an IX). Englische Ausgabe: Travels in Spain in 1797 and 1798. London: T.N. Longman & O. Rees 1802.
- Reiseabentheuer. Hg. von Christian August Fischer. 2 Bändchen. Dresden: Heinrich Gerlach 1801. Eine Zweyte verbesserte Auflage erschien 1805 in Leipzig bei Heinrich Gräff. Auch gedruckt als Christian August Fischer's Reiseabentheuer in zwei Bändchen. Reutlingen: In Commission bei der I.I. Mäcken'schen Buchhandlung 1802.
- Gemälde von Valencia. Hg. von Christian August Fischer. 2 Bände. Leipzig: Heinrich Gräff 1803. Eine englische Übersetzung, übertragen von Frederic Shoberl, erschien 1809 unter dem Titel A Picture of Valencia, Taken on the Spot (…) in London bei Henry Colburn.
- (als Christian Althing:) Hannchens Hin-und Herzüge, nebst der Geschichte dreyer Hochzeitsnächte. 3 Bände. Dresden 1800. Im Jahr 1807 erschienen als Erotische Schriften. Erstes Bändchen: Hannchens Hin- und Herzüge nebst der Geschichte dreyer Hochzeitsnächte. Zweyte verschönerte Auflage. Mit einem Kupfer. Leipzig: In Commission bei Heinrich Gräff 1807. Das Zweyte und Dritte Bändchen wurden im selben Jahr nur unter dem Titel Hannchens Hin- und Herzüge nebst der Geschichte dreyer Hochzeitsnächte gedruckt.
- ⟨als Felix von Fröhlichsheim:⟩ Katzensprung von Frankfurt a.M. nach München im Herbste 1820. Leipzig: Johann Friedrich Hartknoch 1821.
- Hyacinthen in meinem Kerker gezogen. Frankfurt am Main: J.D. Sauerländer 1824.
- Ueber Collegien und Collegienhefte. Oder Erprobte Anleitung zum zweckmäßigsten Hören und Nachschreiben sowohl der Academischen als der höheren Gymnasial-Vorlesungen. Bonn: T. Habicht 1826. (Digitalisat und Volltext im Deutschen Textarchiv)